# 플랫랜드

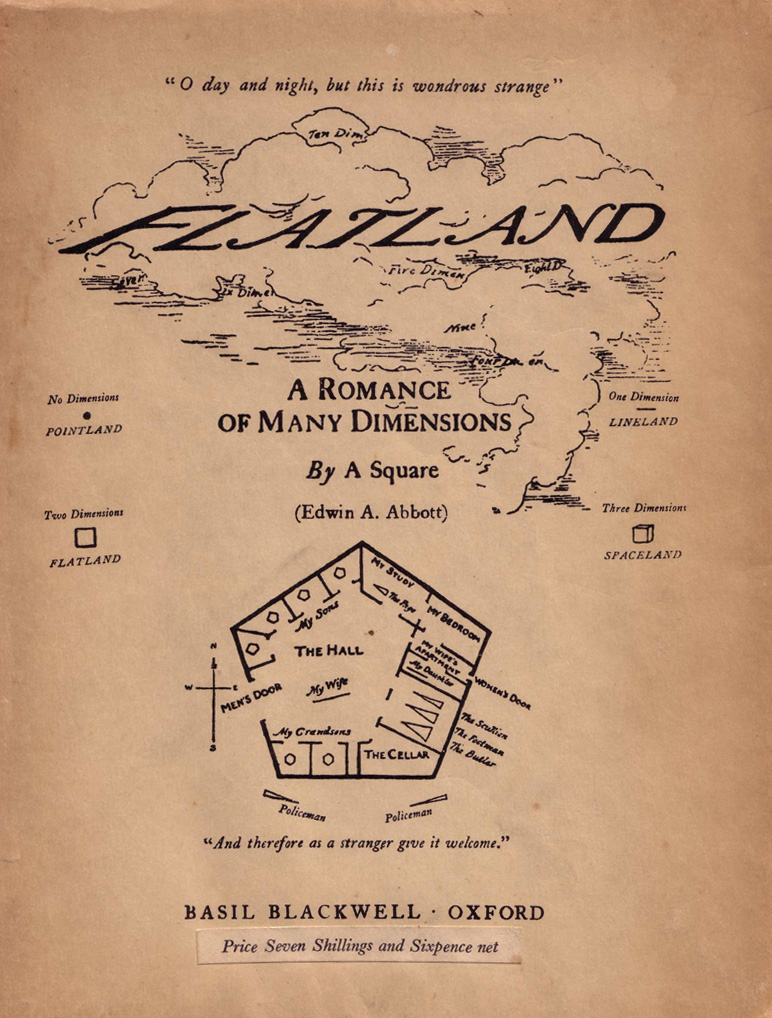
6차 개정판 <플랫랜드> 책 표지

플랫랜드(Flatland: A Romance of Many Dimensions)는 1884년에 영국 빅토리아 시대의 신학자이자 교육자였던 에드윈 A. 애보트(Edwin A. Abbott, 1838-1926)가 지은 수학 소설(Mathematical Fiction)인 동시에 최초의 SF소설이다. 신선하고 매력적인 이야기로 많은 사람의 사랑을 받은 이 책은 2차원 세계의 기하학개념을 다룬 독특한 작품인 동시에 영국 빅토리아 시대 당시의 계급제도 사회를 신랄하게 비판한 풍자문학이기도 하다. 훌륭한 교육자이자 《셰익스피어 시대의 문법》이라는 책을 출간하기도 했던 애벗은 그리스 고전과 셰익스피어 문학을 빅토리아 시대 영국에 투영해서 《플랫랜드》를 저술했다.
아이작 아시모프(issac isimov)는 미국판 서문에서 다음과 같이 평한 바 있다. “우리가 아는 한, 공간의 여러 차원을 인식하는 방법에 대해서 가장 잘 소개한 작품.” “단순히 기하학의 지식을 재치있고 재미있게 다룬 것이 아니라 우리의 우주와 우리 자신에 대해서 깊이 있는 사색을 담고 있는, 한편의 학위논문 같은 소설.”
한국어 번역판은 《플랫랜드》(서민아 역, 필로소픽)와 《플랫랜드》(윤태일 역, 늘봄 출판사), 그리고 《이상한 나라의 사각형》(신경희 역, 경문사)의 세 종류가 나와 있다.
『플랫랜드』는 출판 당시부터 비상한 관심을 끌어, 출간된 지 불과 2년 만에 이미 네덜란드어로 번역된 것을 비롯해 지금까지 10개 가까운 언어로 번역된 바 있다. 이 소설은 특히 1950년대 과학소설(Science Fiction) 장르가 유행하면서 SF와 사이버펑크 팬들 사이에서 열광적인 찬사를 받았고, 지금까지도 많은 작가들이 이 소설의 속편(sequel)을 창작하여 그에게 헌정했다. 소설뿐 아니라 영화, 애니메이션, 텔레비전 드라마, 다큐멘터리, 뮤지컬, 컴퓨터게임 등 수많은 문화 콘텐츠로 재창조되면서 『플랫랜드』는 영원히 마르지 않는 영감의 원천이 되고 있다.

## 창작
런던 태생의 에드윈 애벗은 50여년 간 45권이 넘는 책을 저술한 다작의 작가였다. (하지만 그의 이름이 알려진 것은 《플랫랜드》덕분이다) 그는 세태에 대한 비판이 담긴 《플랫랜드》에 대한 비난과 논쟁을 피하기 위해 이를 주인공 이름인 정사각형(A Square)이라는 가명으로 발표한다.
작가가 이 소설을 통해서 하고 싶었던 말은 책의 맨 앞 헌사에 나와있다. "…이제껏 2차원 세계만을 알고 살아온 어느 미천한 플랫랜드 출신자가 3차원 세계의 신비를 접했을 때처럼 이 거룩한 세계의 시민들도 4차원, 5차원, 아니 6차원의 비밀에 이르기까지 더 높고 높은 세계를 염원하길. 그리하여 그들 입체 인류의 탁월한 인간종들이 상상력을 꽃피우고 겸손이라는 귀한 재능을 더 깊이 깊이 키워나가길 바라며."

## 내용

### 줄거리

#### 제1장
제1장에서는 평평한 2차원의 세계 플랫랜드에 사는 주인공 정사각형이 자신의 세계에 대해 서술한다. 주거, 기후, 사회적 계급, 구별법뿐만 아니라 색채사용으로 인한 폭동과 진압, 성직자 계급의 허구적 이데올로기 또한 묘사한다.

#### 제2장
제2장에서는 제1장의 사각형이 환상을 통해 1차원 세상인 라인랜드(lineland)를 가게 된다. 그 후 이방인 구를 만나게 되어 3차원의 세계 스페이스랜드(spaceland)를 경험하게 된다. 계속해서 더 높은 차원의 세계를 갈망하던 사각형은 구가 보여주는 0차원 포인트랜드(pointland)의 세상을 보게 된다. 다시 플랫랜드로 돌아온 후 사각형은 유추법에 의해 자신의 복음을 전달하려다 실패하고 결국 사각형은 원들의 재판에 따라 불온한 사상을 전파한다는 이유로 종신형을 선고 받으며 소설은 끝이 난다.

### 플랫랜드의 사회계급
- 여성: 넓이가 없으며 양 끝점만이 있는 바늘과 같은 직선이다. 이러한 외형 때문에 충돌의 위험이 도사리고 있으므로 전국의 여러 주에서 여성의 행동지침은 법으로 정해져 있다. 예를 들면 모든 집에는 여자만의 출입구가 따로 있고 여성은 걸어다닐 때 항상 '평화의 소리'를 내서 자신의 존재를 남에게 알려야 한다. 여행을 할 때는 아들, 남편 혹은 하인의 뒤를 따라야 하고 종교축제를 제외하고는 집에 감금되다시피 한다. 여성들에게 기억하는 능력과 판단력은 없고 어떠한 수치감도 느끼지 못한다.

- 남성: 여성과 달리 남성은 넓이가 있으며 도형의 모양에 따라 계급이 구별된다. 군인이나 노동자는 두 변의 길이가 약 12인치쯤 되는 이등변 삼각형인데 밑변의 길이가 아주 짧아 꼭지각이 뾰족하고 상당히 날카롭다. 중간계급은 정삼각형 모양이다. 전문직 종사자 혹은 사회적으로 인정되는 남자는 정사각형 혹은 오각형으로 표현된다. 한편 귀족사회는 육각형을 시작으로 변의 수가 많을수록 높은 지위를 약속받는다. 변의 수가 아주 많아지면 각 변의 길이가 점점 짧아져 그 모양이 원과 비슷해지는 데 이는 자타가 공인하는 가장 높은 성직자 계급이다. 이들은 플랫랜드 주민들의 행동의 감독관이자 운명의 결정론자이며 모든 활동의 경영, 통치, 지도자이다.

- 남자아이는 아버지보다 변의 수가 하나 더 많은 도형으로 인정받는다. 즉 한 세대가 지날수록 지위도 한 단계씩 높아진다. 하지만 도형의 변의 개수가 늘어나면 그 다음 자손의 변의 개수 증가량이 많아진다. 그 대신 자손의 수가 적어진다.

(이러한 법칙은 상인이나 군인, 노동자에게는 적용되지 않는다.)
여자아이는 신분상승의 기회가 없는, 오직 직선으로 표현된다.

### 그 외의 세계들
- 포인트랜드(pointland): 차원조차 갖지 못하는 0차원의 세계이다. 점 하나가 자신의 세계이고 우주이며 그 외에는 의미, 개념이 없다. 길이와 폭, 높이가 없으며 오직 자신만이 전부이다. 모든 가능성을 자신의 관점으로만 받아들이며 존재의 행복을 느낀다.
- 라인랜드(lineland): 직선으로 이루어진 1차원의 나라이다. 작은 직선들은 남자이고 점은 여자이며 주민들의 행동과 시야는 거의 비슷하게 제한되어 있다. 청각으로 서로를 구별한다.
- 스페이스랜드(spaceland): 플랫랜드에서 위쪽과 아래쪽의 방향이 더해진, 3차원의 세계이다. 원근법이 존재하며 감성과 사랑을 중하게 여긴다.

## 풍자문학
플랫랜드에서 신분은 외형으로 뚜렷하게 구분된다. 높은 계급일 수록 매끈하고 변이 많으며 낮은 계급일 수록 (위험하기만 한) 각이 작다. 이러한 묘사는 저자가 살고 있던 빅토리아 여왕 치하를 비판한다. 당시에는 산업혁명의 경제발전이 성숙해짐에 따라 낮은 계급의 경제적위치도 상승하고 있었지만 여전히 형식적으로 존재하는 신분제가 강하게 삶을 옥죄고 있었다. 성직자와 여성의 구분이 어려워지는 색채혁명이 일어나고 이를 진압하는 것 또한 이러한 시대에 대한 풍자에 관련한다. 또한 직선으로 표현되는 여성에 대한 여러 가지 묘사는 여성은 능력이 없다는 인식이 만연했던 당시의 여성관에 대한 비판이 드러난다.
한편 주인공이 근무하는 웬트브릿지(wentbridge)대학은 영국 최고의 대학인 켐브리지(cambridge)대학의 cam부분이 came과 같은 발음이라는 것에 착안하여 cam을 came의 반대말인 went로 바꾼 언어유희이다.

## 관련 작품

### 문학
플랫랜드에서 영감을 받은 책들은 다음과 같다.
- 《평면세계》Charles Howard Hinton, 1905년
- 《Sphereland》 Dionys Burger, 1965년
- 《Geometry, Relativity, and the Fourth Dimension》 Rudolf v. B. Rucker, 1977년
- 《The Planiverse》 A. K. Dewdney, 1984년
- 《플래터 월드》 Ian Stewart, 2001년
- 《루디러커의 4차원 여행》 rudy rucker, 2002년

### 영상
- 《플랫랜드》 Eric Martin, 1965년
- 《플랫랜드》 Michele Emmer, 1982년
- 《플랫랜드》 Ladd Ehlinger Jr, 2007년
- 《플랫랜드: 더 무비》 다노 존슨, 제프리 트래비스, 2007년

30여분 정도의 교육용 애니메이션이다.

### TV
- 칼 세이건의 TV 방영 다큐 시리즈 《코스모스》에서 다른 차원을 설명하는 대목에서 플랫랜드가 인용된 바 있다.
- CBS 시트콤 《빅뱅 이론》에서 쉘든 쿠퍼가 상상으로 플랫랜드를 여행하는 장면이 있다.

## 참고 문헌
- 《주석 달린 플랫랜드》(서민아·강국진 역, 필로소픽)
- 《플랫랜드》(서민아 역, 필로소픽)
- 《플랫랜드》(윤태일 역, 늘봄 출판사)
- 《이상한 나라의 사각형》(신경희 역, 경문사)